# Teuthraustes
Teuthraustes es un género de escorpiones de la familia Chactidae.

## Características
Las especies de género Teuthraustes se caracterizan por presencia de surcos vestigiales en el caparazón, poseen dos ojos lateras bien desarrollados y dos posterolaterales muy pequeños. Las Tricobotias V2 situada en el lado interno de la quela, en los palpos se aprecian  17 dorsales y 5 ventrales, los peines pueden o no presentar fulcros, hay existencia de carenas completas en los segmentos caudales del I - IV en los demás están ausentes y el telson no presenta tubérculos  subaculear.

## Distribución
Las especies de este género en su totalidad han sido descritas para el norte de Sur América.

## Especies
Para el género Teuthraustes se han descrito las siguientes especies: 
- Teuthraustes adrianae González-Sponga, 1975[2][3][7]
- Teuthraustes akananensis González-Sponga, 1984[3][7]
- Teuthraustes amazonicus  (Simon, 1880)[7]
- Teuthraustes atramentarius Simon, 1878[7]
- Teuthraustes braziliensis Lourenço & Duhem, 2010[5]
- Teuthraustes camposi  (Mello-Leitão, 1939)[8]
- Teuthraustes carmelinae Scorza, 1954[2][3][7]
- Teuthraustes dubius  (Borelli, 1899)[7]
- Teuthraustes festae  (Borelli, 1899)[7]
- Teuthraustes gervaisii  (Pocock, 1893)[7]
- Teuthraustes glaber Kraepelin, 1912[7]
- Teuthraustes guerdouxi Lourenço, 1995[7]
- Teuthraustes lisei Lourenço, 1994[7]
- Teuthraustes lojanus  (Pocock, 1900)[7]
- Teuthraustes maturaca González-Sponga, 1991[3][7]
- Teuthraustes newaribe Lourenço, Giupponi & Pedroso, 2011[9]
- Teuthraustes oculatus Pocock, 1900[7]
- Teuthraustes ohausi Kraepelin, 1912[7]
- Teuthraustes reticulatus González-Sponga, 1991[3][7]
- Teuthraustes rosenbergi  (Pocock, 1898)[7]
- Teuthraustes simonsi  (Pocock, 1900)[10]
- Teuthraustes whymperi  (Pocock, 1893)[7]
- Teuthraustes wittii  (Kraepelin, 1896)[7]